# 日本鉄道保存協会
日本鉄道保存協会（にほんてつどうほぞんきょうかい、英語：Railway Preservation Society of Japan、略称：RPSJ）とは、日本の保存鉄道や鉄道関係の博物館、鉄道保存展示施設の協会である。

## 沿革
歴史的鉄道車両、構造物、建物等を保存している団体が集い、相互に情報を交換し、将来にわたる保存・活用を推進することを目的として財団法人日本ナショナルトラストにより1990年設立された。
現在、事務局は公益社団法人横浜歴史資産調査会（通称ヨコハマヘリテイジ）に置かれている。
顧問：花上嘉成、菅　建彦、大島登志彦、辻　聡、高橋一宇、事務局長：米山淳一

## 参加団体
2023年現在、正会員として53団体が加盟している。
- 遠軽町（旧丸瀬布町） - 雨宮21号
- 陸別町商工会（ふるさと銀河線りくべつ鉄道）
- 三笠市 - 三笠鉄道村
- 三菱大夕張鉄道保存会
- NPO法人 オホーツク鉄道歴史保存会
- 北海道旅客鉄道株式会社
- えべつ１／１会
- 一般社団法人 南部縦貫レールバス愛好会
- 七百レールファンクラブ（七百鉄道記念館）
- 小坂鉄道保存会（小坂鉄道レールパーク）
- 栗原市（くりはら田園鉄道公園）
- 東北鉄道資料保存協議会（みちのく鉄道応援団）
- 真岡線SL運行協議会
- 一般社団法人 あしおトロッコ館
- 鹿島鉄道保存会（鹿島鉄道記念館）
- 鉾田駅保存会
- ザ・ヒロサワ・シティ（レールパーク）
- 一般財団法人 碓氷峠交流記念財団（碓氷峠鉄道文化むら）
- 一般社団法人 電鉄文化保存会
- 日本工業大学（工業技術博物館）
- 秩父鉄道株式会社
- 東日本旅客鉄道株式会社
- 公益財団法人 東日本鉄道文化財団
- 一般財団法人 東武博物館
- 公益財団法人 日本ナショナルトラスト
- 公益財団法人 交通協力会
- 横浜市電１１５６号保存会
- 公益社団法人 横浜歴史資産調査会（ヨコハマヘリテイジ）
- 新潟市新津鉄道資料館
- 上松町（赤沢森林鉄道）
- 信濃追分駅舎・可惜（あたら）会
- 足久保鐵道株式会社
- 大井川鐵道株式会社
- 東海旅客鉄道株式会社（リニア・鉄道館）
- 公益財団法人 明治村（博物館明治村）
- ＮＰＯ法人 愛岐トンネル群保存再生委員会
- ＮＰＯ法人 神岡・町づくりネットワーク
- 公益社団法人 長浜観光協会（長浜鉄道スクエア）
- 長浜市・敦賀市・南越前町観光連携協議会
- ＮＰＯ法人 貨物鉄道博物館
- 西日本旅客鉄道株式会社
- 公益財団法人 交通文化振興財団
- 宮津海陸運輸株式会社（加悦ＳＬ広場）
- NPO法人 加悦鐵道保存会
- 片上鉄道保存会
- 若桜駅を元気にする会
- NPO法人 市民文化財ネットワーク鳥取
- 山口線SL運行対策協議会
- 西条市（鉄道歴史パーク in SAIJO）
- 馬路村（魚梁瀬森林鉄道）
- 宇高連絡船愛好會
- 九州旅客鉄道株式会社
- 北九州線車両保存会

## 総会
毎年一回総会が開かれる。
日本鉄道保存協会2011年度総会に於いて、通称「山田コレクション」と呼ばれる保存車輌群で、その所有が日本鉄道保存協会の手に移ることが発表・報告された。
蒸気機関車の輌数だけとっても国内では梅小路蒸気機関車館に次ぐ規模。今後利活用のための委員会を設立して関係自治体とも連携のうえで保存・公開の途を探ってゆくとの事。